# Клюка, Фёдор Иванович
Фёдор Иванович Клюка (род. 18 июня 1942, Площево, Пинская область) — российский промышленник и предприниматель.
Почётный гражданин Старого Оскола (1998), почётный гражданин Белгородской области (2012). Действительный член Академии горных наук.

## Биография
Родился 18 июня 1942 года в деревне Площево Пинского района Брестской области.
В 1963 году окончил Соколово-Сарбайский индустриальный техникум, в 1981 году — Рудненский индустриальный институт по специальности «Технология и комплексная механизация открытой разработки месторождений полезных ископаемых».
С 1960 по 1980 год работал на Соколово-Сарбайском ГОКе: электромонтёр, мастер, начальник производственного отдела.
В 1980—1984 годах на Лебединском ГОКе: заместитель начальника рудоуправления, заместитель главного инженера по производству.
В 1984 году направлен на Стойленский горно-обогатительный комбинат на должность главного инженера. В июне 1988 года избран директором предприятия, в 1992-м — генеральным директором, в 1996-м — председателем совета директоров АО «Стойленский ГОК» , в 2001-м — генеральным директором ОАО «Стойленский ГОК».
В декабре 2000 года одним из первых предпринимателей Белгородчины откликнулся на призыв взяться за подъём села. Была основана агропромышленная корпорация «Стойленская нива». Корпорация объединила нескольких десятков убыточных хозяйств, свиноферм, перерабатывающих предприятий, а в итоге показала значительные финансовые результаты.
В 2003 году основал агропромышленную холдинговую компанию «ПРОМАГРО», объединившую предприятия, способные дополнять и поддерживать друг друга.

## Дополнительная информация
Фёдор Клюка ведёт благотворительную деятельность, оказывает спонсорскую помощь школьным и дошкольным учреждениям, больницам, Старооскольскому детскому дому. 
Стабильная работа компании «ПРОМАГРО» позволяет проводить и социально-ориентированную политику в отношении персонала. Для сотрудников компании реализована социальная программа обеспечения жильём молодых семей.
При финансовой помощи Фёдора Клюки в Белгородской Митрополии построено три храма: в 1994 году храм во имя святого великомученика Пантелеймона в селе Долгая Поляна Старооскольского района, в 2008 году храм во имя Архистратига Михаила в селе Голубино Новооскольского района, в 2013 году храм великомученика Феодора Стратилата в городе Старый Оскол.

## Признание
Экспертный совет Русского биографического института в номинации «За выдающиеся экономические достижения и эффективную социальную политику» присудил Фёдору Ивановичу Клюке национальную премию «Человек года-1999».
В 2000 году в номинации «Выдающиеся люди десятилетия, способствующие процветанию и прославлению России» Ф.И. Клюка был избран «Человеком десятилетия».
По результатам 2001 года он стал лауреатом ежегодной национальной премии «Персона года» в номинации «За развитие отрасли».

## Награды
- медаль «За трудовую доблесть», 1971 г.
- орден «Трудового Красного Знамени», 1990 г.
- орден «За заслуги перед Отечеством IV степени», 1995 г.
- орден «За заслуги перед Отечеством III степени», 1996 г.
- Звание «Почётный гражданин города Старый Оскол»,1998 г.[13]
- Высший знак отличия Белгородской области «Коллекция памятных медалей «Прохоровское поле - Третье ратное поле России», 2002 г.
- медаль «За заслуги перед Землей Белгородской» I степени, 2004 г.
- медаль «За вклад в развитие АПК России», 2004 г.
- медаль «За заслуги» город Старый Оскол, 2004 г.
- Орден Дружбы (3 декабря 2011) - за достигнутые трудовые успехи и многолетнюю добросовестную работу[14]
- Звание «Почётный гражданин Белгородской области», 2012 г.
- В 1989, 1991 и 1996 годах награждался знаками «Шахтёрская слава» III, II, I степеней.